# アンドリュー・バーキン
アンドリュー・バーキン（Andrew Birkin、1945年12月9日 - ）は、イギリス・ロンドン出身の脚本家・映画監督。

## 人物
ジェーン・バーキンは妹。1993年の『セメント・ガーデン』でベルリン国際映画祭監督賞を受賞している。

## 主な作品

### 脚本
- ハメルンの笛吹き The Pied Piper (1972)
- バグダッドの盗賊 The Thief of Baghdad (1978)
- オーメン/最後の闘争 The Final Conflict (1981)
- 薔薇の名前 Der Name der Rose (1986)
- ジャンヌ・ダルク The Messenger: The Story of Joan of Arc (1999)
- パフューム ある人殺しの物語 Perfume: The Story of a Murderer (2006)

### 監督
- ウィーンに燃えて Burning Secret (1988)
- セメント・ガーデン The Cement Garden (1993)

### 出演
- ラ・ピラート La Pirate (1984)
- 薔薇の名前 Der Name der Rose (1986)
- カンフー・マスター Kung-Fu master (1987)
- ジャンヌ・ダルク The Messenger: The Story of Joan of Arc (1999)